# 湯河景春
湯河 景春（ゆかわ かげはる）は、戦国時代の武将。

## 概要
『古今采輯』によると、湯河直光の子で直春の弟とされる。同書には童名は松若で通称は二郎八郎・民部大輔とある。
『続群書類従』第五輯上所収の「湯川彦衛門覚書」によると、紀伊国有田郡の鳥屋城（石垣城）主となり「紀伊国之屋形」となった。同書や「崎山氏由緒書」によると家臣には神保春茂や飯沼氏がいた。「玉置家系図」によると、石垣氏を継承するために畠山秋高や織田信長に仕えた保田知宗の娘と婚姻関係を結んだ。
「小早川文書」所収の天正13年（1585年）3月25日付の書状によると、豊臣秀吉が紀州征伐の過程で「畠山式部大輔、村上六右衛門親子三人、柏原父子、根来法師蓮蔵院以下多数」が討死し、「畠山居城戸屋城（鳥屋城）」を陥落させたとされ、鳥屋城主の畠山氏（石垣氏）である景春はこの時討死した可能性がある。